# Marinšek
Marinšek je priimek več znanih Slovencev:
- Aleksander Marinšek, gozdarski bioznanstvenik
- Darja Marinšek, doktorica ameriške literature, otroška pisateljica, urednica leposlovja za odrasle pri MK
- Denis Marinšek (*1987), matematični ekonomist
- Dušan Marinšek (1920—2002), tekstilni tehnik, gospodarstvenik
- Emil Marinšek, podjetnik
- Janez Marinšek (1942—2013), cineast, filmski režiser, animator
- Janez Marinšek (1942—2022), veterinar, higienik, univ. prof.
- Janko Marinšek, jamar, reševalec
- Jurij Marinšek (1909—1995), ljudski pesnik, posnemovalec Jurija Vodovnika
- Maksimilijana Marinšek, dr. psihologije, začetnica terapije z živalmi v Sloveniji
- Marjan Marinšek (1941—2011), pravnik, kulturni delavec in mladinski organizator (Pikin festival) v Velenju
- Marjan Marinšek (*1968), kemik
- Marsell Marinšek (*1969), harmonikar
- Miro(slav) Marinšek (1932—1984) mojster zvoka
- Mojca Marinšek, pesnica, literatka, igralka ?
- Nik Marinšek (*1999), nogometaš
- Nives Čurin Marinšek (*1957), odvetnica in političarka
- Peter Marinšek (1964—2023), fotograf
- Romana Marinšek Logar (*1960), (mikro)biologinja
- Tina Marinšek (*1985), pop-rock pevka in glasbenica
- Urša Marinšek, misijonarka
- Vili Marinšek (*1980), harmonikar
- Zoran Marinšek (*1945), strojnik, energetik, inovator